# Лаура Бірн
Лаура Бірн (25 квітня 1981) — фінська акторка.
Закінчила Гельсінську театральну академію.

## Вибіркова фільмографія
- Різдвяна історія (2007)
- Тільки ти (2012)
- Прогулянка серед могил (2014)
- Сусіди знизу (2015)
- Фундація (серіал) (2021)
- Ворон (2024)